# باشلان بشلو
باشلان بشلو، روستایی است از توابع بخش نازلو و در شهرستان ارومیه استان آذربایجان غربی ایران. دراین روستا تپه باستانی به نام تپه باستانی(قرجالار)وجود دارد  می‌توان به همجوار آن روستای قدیمی وتاریخی (قالا)وجوددارد دریاچه ارومیه نیز فاصله کمی با روستا دارد می توان به کشاورزان  روستا اشاره کرد که باغ ها و مزرعه ها اشاره کرد که محصولات آفتابگردان گندم چغندر قند ذرت اشاره کرد وزباناین روستا ترکی(آذربایجانی)هست

## جمعیت
این روستا در دهستان نازلوی شمالی قرار داشته و بر اساس سرشماری سال ۱۳۸۵ جمعیّت آن ۶۳۴ نفر (۱۷۴ خانوار)
بوده‌است.